# Calendari dels Pagesos
El Calendari dels Pagesos és un almanac editat a Catalunya des del 1861. És la publicació actual en llengua catalana que fa més anys que s'edita ininterrompudament, i inclou informació de llunacions, eclipses, visibilitat de planetes, santoral, celebracions de fires, mercats i festes majors a Catalunya i consells agrícoles i ramaders.

## Història

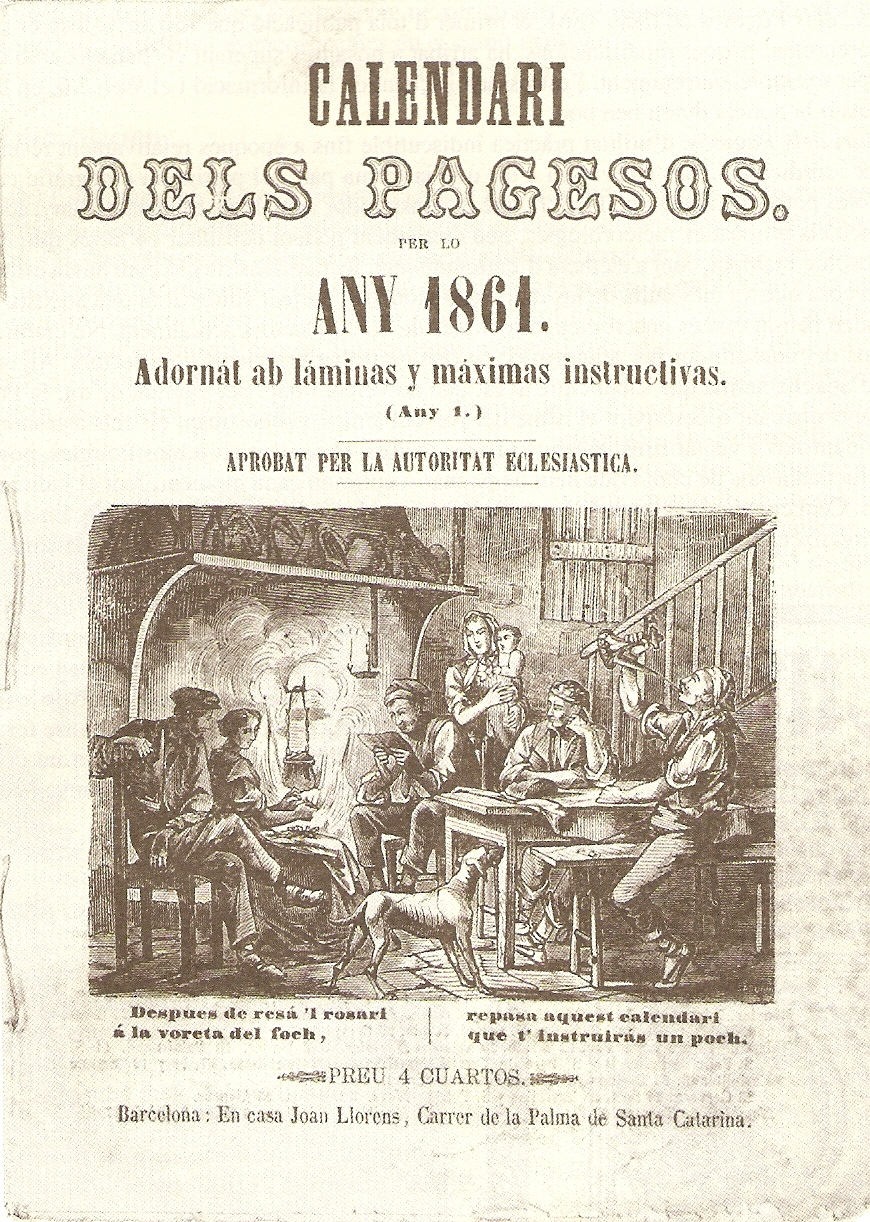
Portada de la primera edició del Calendari dels Pagesos (1861)

El llibreter Joan Llorens va fundar la Casa Llorens el 1842 al carrer de la Palma de Santa Caterina núm. 5 de Barcelona, al costat de l'actual mercat de Santa Caterina. Durant el regnat de Ferran VII l'edició d'almanacs havia estat monopolitzada pel règim absolutista. Posteriorment, sota el regnat d'Isabel II d'Espanya, i amb l'entrada dels liberals, l'any 1855 es va promulgar una llei que permetia la lliure edició d'almanacs per al 1856. D'aquesta manera en pocs anys es van començar a publicar prop d'una vintena d'almanacs de diversos tipus. Entre aquests, el 1856 l'Institut Agrícola de Sant Isidre de Barcelona va editar un Calendari del Pagès, imprès per Antoni Brusi i Ferrer, que posteriorment no va tenir continuïtat. Joan Llorens va posar una impremta el 1860 en el seu establiment i va publicar el primer Calendari dels Pagesos, per al 1861, amb portada del gravador Celestí Sadurní i a l'interior xilografies de Josep Noguera.
L'any 1864 es produeix un primer canvi de portada, amb una imatge orlada de Josep Noguera amb estris i eines de pagès i escenes costumistes. El 1874 es va canviar aquesta portada per l'actual, amb una Roda Perpètua adaptada del Llibre Secrets de Agricultura Casa Rústica i Pastoril de Fra Miquel Agustí.
Els hereus de la Casa Llorens van vendre l'any 1907 els drets del Calendari dels Pagesos a la llibreria Camí, del Carrer Joaquim Costa, 64 de Barcelona. El 1927 es van introduir les il·lustracions del dibuixant Ricard Opisso del Calendario del Tiempo emprant la tècnica del fotogravat a la ploma, que es continuen publicant.
El 1936, a causa de la situació revolucionària del moment, el Calendari dels Pagesos per a 1937 no va publicar el santoral i en canvi es va imprimir una llista de dites i consells per la pagesia. Acabada la guerra civil espanyola, les autoritats franquistes no veien amb bons ulls una publicació en català i sembla que la Casa Llorens va argumentar davant dels censors que es tractava d'un almanac dirigit a pagesos que no dominaven el castellà. Finalment es va publicar el Calendari per al 1940, encara en català però en unes condicions força precàries. Les mancances de la postguerra van fer que aquesta edició aprofités paper ja imprès amb els cupons de racionament de l'Ajuntament de Barcelona, per sobreimprimir-hi el Calendari. El 1941 ja va publicar-se completament en castellà com a Calendario de los Payeses. El 1961 va publicar-se una edició especial amb motiu del seu centenari.
El 1975 la Llibreria Camí va tancar el negoci i va vendre els drets del Calendari dels Pagesos a Estanislau Tomàs i Morera, el qual ja tenia cura de l'edició del calendari de El Ermitaño de los Pirineos creat el 1875 pel seu besavi Antoni Maria Morera i Colom. Amb l'inici de la democràcia el Calendari dels Pagesos va tornar a publicar-se en català i es recuperaren les vendes.
Amb motiu dels 150 anys d'història del Calendari, l'edició especial per al 2011, editada per Estanislau Tomàs i els seus fills, va incloure 22 pàgines addicionals sobre la seva història (estudi a càrrec d'Amadeu Carbó i Norbert Tomàs). A més de les tradicionals informacions sobre pràctiques agrícoles, es recuperaren textos i gravats antics i es va organitzar una exposició produïda pel Museu Etnològic de Barcelona i que fou itinerant a altres municipis d'arreu de Catalunya.